# Passió de Torreblanca
La Passió de Torreblanca és una representació teatral de La Passió que es realitza a Torreblanca des de 1979 i on s'escenifiquen els darrers moments de la vida i la Resurrecció de Jesús. És considerada Bé d'Interès Patrimonial. Els seus inicis es remunten al 1978, per iniciativa d'un grapat de joves pertanyents al grup de Teatre Torreblanquins.
Estrenada el 12 d'abril de 1979, se celebra una única representació el Dijous Sant a les deu de la nit, en uns quants escenaris naturals a l'aire lliure. Els diàlegs són íntegrament en valencià. Consta de dèsset escenes i la seua duració aproximada és de dues hores.